# Stacy Barthe
Stacy Barthe (New York, 19 luglio 1985) è una cantautrice statunitense.

## Biografia
Stacy Barthe ha avviato la sua carriera come membro dei team di marketing della Jeffen Records e della Jive Records. Nel 2007, grazie a Ethiopia Habtemariam, ha firmato un accordo con l'Universal Music Publishing Group. Nel 2011 ha pubblicato il suo primo EP Sincerely Yours, Stacy Barthe mentre l'anno successivo ha aperto i concerti di Estelle. Nel 2015 ha contribuito vocalmente al singolo After Life di Tchami e nel luglio del medesimo anno è stato pubblicato il suo album di debutto Becoming, entrato nella Billboard 200 alla 92ª posizione e definito dal New York Times come "uno dei migliori dischi R&B degli anni 2010". Ad aprile 2019 ha esordito per la prima volta nella Billboard Hot 100 con Victory Lap, collaborazione con Nipsey Hussle contenuta nel suo album omonimo.
Come autrice, ha scritto brani per artisti come  Beyoncé, Kelly Rowland, Britney Spears, Katy Perry, Brandy, Miley Cyrus, Alicia Keys, Nipsey Hussle, Tiwa Savage e Rihanna.

## Discografia

### Album in studio
- 2015 – Becoming

### Extended play
- 2011 – Sincerely Yours, Stacy Barthe
- 2011 – The Seven Days of Christmas
- 2012 – In the Inbetween
- 2013 – P.S. I Love You
- 2016 – FKA Stacy Barthe

### Singoli

#### Come artista principale
- 2012 – No Strings Attached (feat. John Legend)
- 2012 – Keep It like It Is
- 2013 – Home in My Heart
- 2013 – Hell Yeah (feat. Rick Ross)
- 2014 – Extraordinary Love (Fall Version)
- 2014 – War IV Love
- 2014 – Flawed Beautiful Creatures
- 2014 – Angel (feat. John Legend)
- 2015 – Live for Today (feat. Common)
- 2015 – You Wonder Why?
- 2016 – Virgin
- 2018 – One More Time (con The Chemistri)
- 2020 – Shoot
- 2020 – Heaven on Earth (con DJ Ruckus)
- 2020 – Sugar Cane (con June Freedom)

#### Come artista ospite
- 2009 – SoBelieve (Theron "Neff-U" Feemster feat. Stacy Barthe)
- 2012 – Looking You Up (Mateo feat. Stacy Barthe)
- 2013 – Everything Was The Same (Fabolous feat. Stacy Barthe)
- 2015 – Live for You (Bonez tha Truth feat. Stacy Barthe)
- 2015 – Bork to Love (Softly feat. Stacy Barthe)
- 2015 – After Life (Tchami feat. Stacy Barthe)
- 2016 – I Wanna Know (Joe Budden feat. Stacy Barthe)
- 2017 – What It Feel Like (Marcus Black feat. Stacy Barthe)
- 2017 – All We Need Is Love (Lil Debbie feat. Stacy Barthe)
- 2018 – Black Woman (Nick Grant feat. Stacy Barthe)
- 2018 – Good on You (Dorion feat. Stacy Barthe)
- 2019 – Do Over (Replay feat. Stacy Barthe)
- 2019 – Oh My God (Skoof Remix) (Jimmy Cozier feat. Stacy Barthe)
- 2019 – Love Her (Remix) (Jimmy Cozier feat. Runtown e Stacy Barthe)
- 2019 – Mercy (Remix) (Anh Jesslyn feat. Stacy Barthe)
- 2019 – Last Man Standing (DJ Ruckus feat. Stacy Barthe)
- 2020 – Immortal (Capozzi feat. Stacy Barthe)
- 2020 – Rebirth (Tchami feat. Stacy Barthe)